# Ulf Sandborg
Ulf Magnus Sandborg, född 17 december 1917 i Finspång, Östergötlands län, död 26 juli 2000, var en svensk musikdirektör.

## Biografi
Sandborg, som var son till folkskollärare Magnus Sandborg och Ester Sandberg, avlade studentexamen i Kalmar 1937 och högre musiklärarexamen vid Kungliga Musikhögskolan 1942. Han blev musiklärare vid samrealskolan i Falkenberg 1943, kommunal musikledare i Nyköping 1948, och var musiklärare vid högre allmänna läroverket i Sandviken från 1955. Han var först förbundsdirigent i Gävleborgs läns sångarförbund och dirigent i Sandvikens orkesterförening/Sandvikens symfoniorkester 1957–1984. Han tilldelades Sveriges orkesterföreningars riksförbunds, Gävleborgs läns sångarförbunds och Norrlands sångarförbunds förtjänsttecken.